# ساكي ملتحي يوتا هيكي
ساكي ملتحي يوتا هيكي أو شيربوط يوتا هيكي (الاسم العلمي: Chiropotes utahickae) (بالإنجليزية: Uta Hick’s Bearded Saki)‏ هو نوع من الحيوانات يتبع جنس الساكي الملتحي من فصيلة السعادين الساكية.